# HMS Antrim (D18)
Lo HMS Antrim (pennant number D18) fu un cacciatorpediniere della Royal Navy britannica, appartenente alla classe County. 
Entrata in servizio nel luglio 1970, l'unità partecipò alla guerra delle Falkland rimanendo danneggiata a causa di una bomba lanciata da aerei argentini. Nel 1984 fu venduta alla Marina militare cilena con cui entrò in servizio sotto il nome di Almirante Cochrane; l'unità servì fino alla sua radiazione nel dicembre 2006, per poi essere avviata alla demolizione nel dicembre 2011.

## Storia

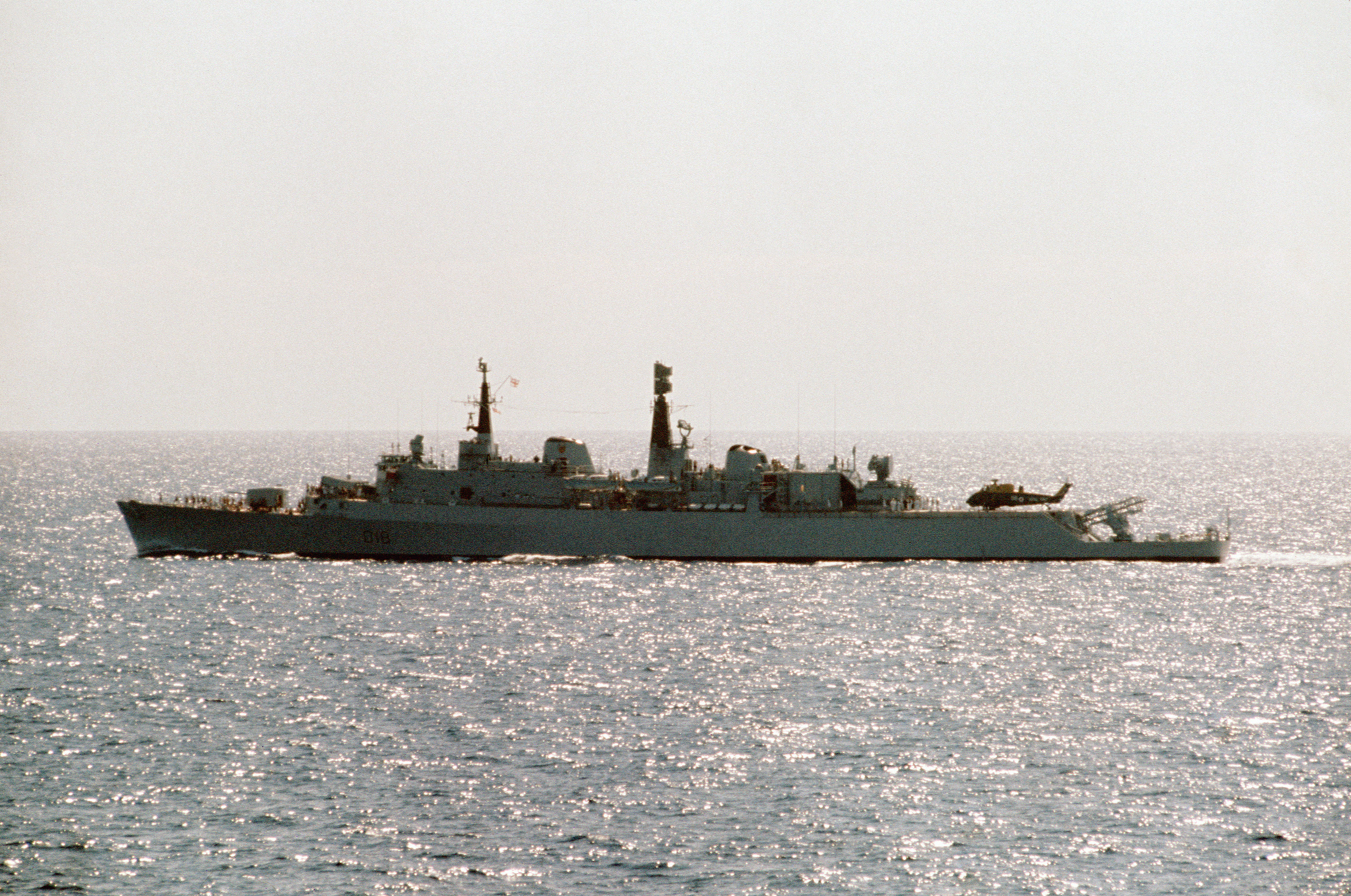
La nave nel 1976 durante esercitazioni NATO nel Mediterraneo

Impostata nei cantieri della Upper Clyde Shipbuilders di Govan in Scozia il 20 gennaio 1966, la nave fu varata il 19 ottobre 1967 con il nome di Antrim in onore dell'omonima contea dell'Irlanda del Nord; madrina del varo fu la moglie dell'allora ministro della difesa britannico Roy Mason. Entrò in servizio il 14 luglio 1970, e dopo una serie di prove al largo di Glasgow fu ufficialmente accettata nella Royal Navy il 23 novembre seguente dopo una breve cerimonia a Portsmouth; dopo varie missioni addestrative nel Mare del Nord, nel gennaio 1972 l'unità fu inviata a Gibilterra per prendere parte a una lunga crociera addestrativa da un capo all'altro del Mar Mediterraneo conclusasi poi con il ritorno in patria nel settembre seguente. L'unità continuò poi con missioni di routine e di addestramento nel Mare del Nord e nel Mediterraneo, compresa una visita a Stoccolma nel 1976 come rappresentante della Royal Navy al matrimonio del re di Svezia; a metà anni 1970 subì alcuni lavori di ammodernamento che comportarono lo sbarco di una delle torri singole di artiglieria per fare posto a un lanciatore a quattro celle per missili antinave Exocet.
Nel 1982 l'unità fu assegnata all'operazione Corporate, la riconquista britannica delle isole Falkland da poco occupate dall'Argentina. Il 15 aprile 1982 l'Antrim, insieme alle fregate HMS Plymouth e HMS Brilliant, al rompighiaccio HMS Endurance e alla nave cisterna RFA Tidespring, si separò dalla task force principale per condurre l'operazione Paraquet, la riconquista dell'isola di Georgia del Sud: il 22 aprile l'elicottero Westland Wessex dell'Antrim recuperò dal ghiacciaio Fortuna una squadra da ricognizione dello Special Air Service rimasta bloccata dopo che i due elicotteri della Tidespring si erano schiantati a causa delle pessime condizioni meteo, mentre il 25 aprile il mezzo contribuì alla localizzazione e alla cattura del sommergibile argentino ARA Santa Fe; l'Antrim fornì poi supporto di fuoco ai Royal Marines sbarcati a Grytviken, assistendo quindi alla resa della guarnigione argentina.
Riunito alla Task Force principale, l'Antrim fu poi assegnato alla protezione delle forze britanniche sbarcate nella Baia di San Carlos alle Falkland, venendo coinvolto nella battaglia di San Carlos: il 21 maggio il cacciatorpediniere fu attaccato da aerei IAI Dagger della Fuerza Aérea Argentina, e fu colpito da una bomba di 450 chilogrammi che tuttavia non esplose; i danni riportati costrinsero comunque l'Antrim a rimanere fuori uso per qualche giorno.

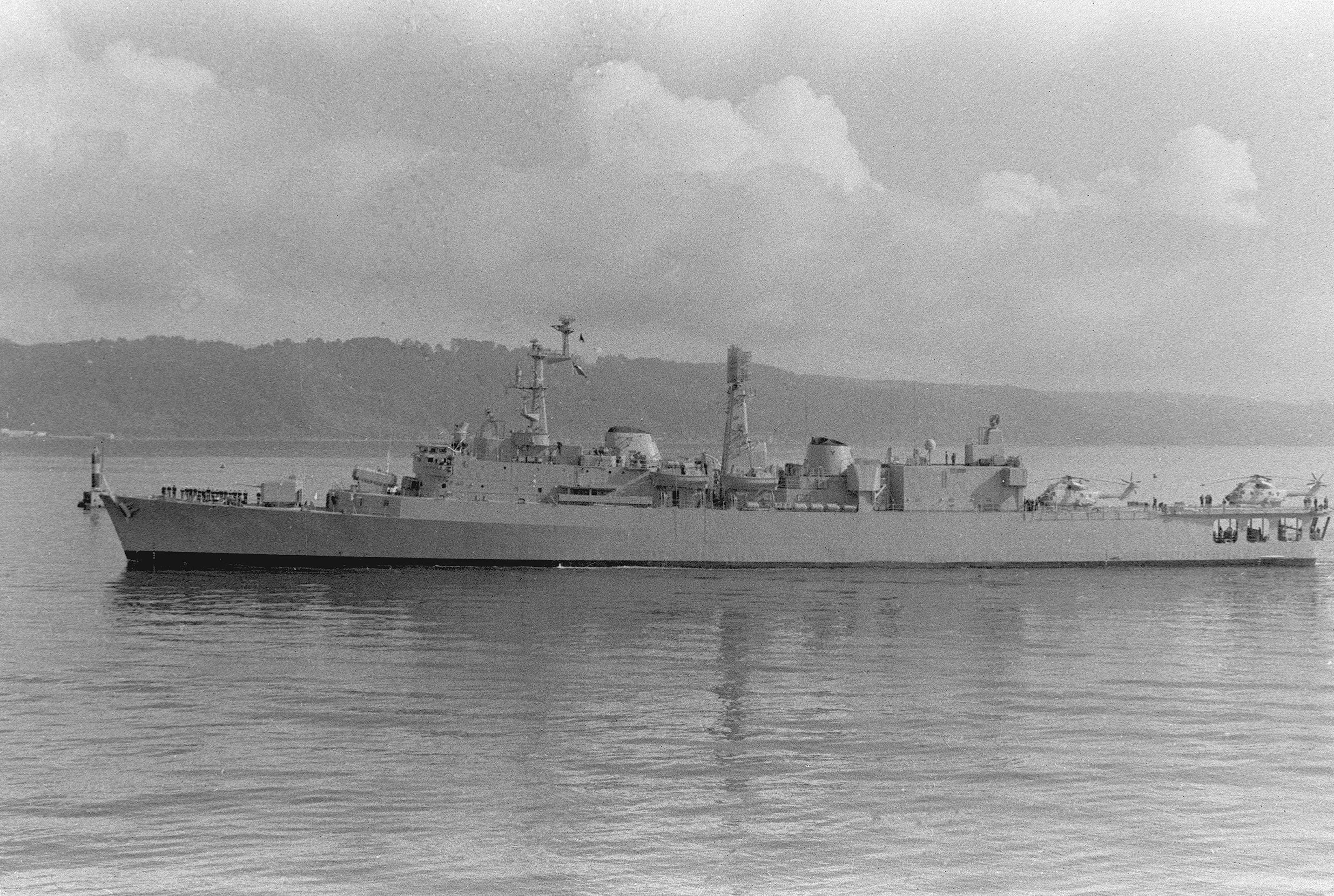
La nave nel 1995 dopo il passaggio alla marina cilena

Rientrato nel Regno Unito alla fine della guerra, l'Antrim fu radiato dalla Royal Navy e venduto all'Armada de Chile il 22 giugno 1984 entrando in servizio con i nuovi proprietari sotto il nome di Almirante Cochrane (in onore dell'ammiraglio Thomas Cochrane, comandante della marina cilena durante la guerra d'indipendenza dalla Spagna). Durante il servizio con i cileni l'unità fu sottoposta a vari lavori di modifica e ammodernamento: nel 1994 il lanciatore per missili Sea Slug fu sbarcato per permettere un allargamento del ponte di volo e una ricostruzione dell'hangar, mentre nel 1996 il suo impianto di missili Sea Cat fu rimpiazzato con uno dei più moderni IAI Barak. L'unità fu infine radiata dal servizio attivo il 7 dicembre 2006; posto in riserva nella base navale di Talcuahano, nel febbraio 2010 lo scafo finì arenato a seguito di uno tsunami scatenato da un terremoto: riportato a galla, l'11 dicembre 2011 fu infine venduto per la demolizione e rimorchiato in Cina per essere smantellato.